# Dekanat nieszawski
Dekanat nieszawski – jeden z 33 dekanatów rzymskokatolickiej diecezji włocławskiej.
W skład dekanatu wchodzą następujące parafie:
- parafia św. Jadwigi w Nieszawie
- parafia Najświętszego Serca Pana Jezusa w Brudnowie
- parafia Świętych Apostołów Piotra i Pawła w Ciechocinku
- parafia św. Mikołaja Biskupa w Lubaniu
- parafia Matki Bożej Fatimskiej w Odolionie
- parafia Wszystkich Świętych i św. Hieronima w Raciążku
- parafia św. Wojciecha w Zbrachlinie

Dziekan dekanatu nieszawskiego
- ks. kanonik Marcin Filas - proboszcz parafii Ciechocinek

Wicedziekan
- ks. kanonik Grzegorz Molewski - proboszcz parafii Nieszawa

Ojciec duchowny
- ks. Janusz Stanowski - proboszcz parafii Odolion